# Annie Oakley (persoon)

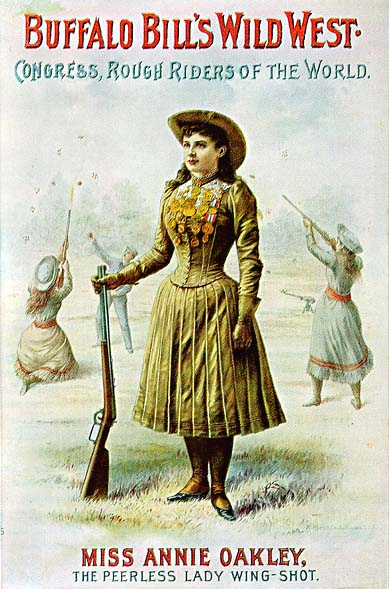
Pamflet dat Annie Oakley aankondigt

Annie Oakley, voluit Phoebe Anne Oakley Mosey (Willowdell, Darke County (Ohio), 13 augustus 1860 – Greenville (Ohio), 3 november 1926), was een Amerikaans scherpschutster.
Oakley werd beroemd door haar optredens in de Wildwestshow van Buffalo Bill, samen met onder anderen Sitting Bull. Ze trad op voor een zeer gevarieerd publiek, waaronder presidenten en koningen.
Haar belevenissen in de show van Buffalo Bill inspireerden Irving Berlin tot het schrijven van de musical Annie Get Your Gun in 1946.